# Cyrylica (system liczbowy)
System liczbowy cyrylicy – addytywny system liczbowy języka cerkiewnosłowiańskiego składający się z 27 liter, którym przypisywano określoną wartość liczbową (1…9, 10…90 i 100…900), używając w tym celu znaku tytło. Od reformy alfabetu za czasów Piotra I Wielkiego w latach 1708–1711 nieużywany. Liczby zapisywano poczynając od (litery) największej do najmniejszej; wyjątkiem były liczby 11…19, w których pisano zgodnie z wymową „cyfry“ 1…9 przed „dziesiątką“. Np.: р҃г҃і҃ („sъto tri na desęti“, czyli sto trzy na ście (dziesięć)).

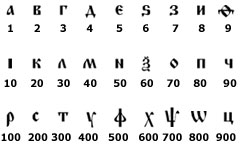
Cyfry cyrylicy. Jako 900 używano, ze względu na podobieństwo do greckiej litery sampi (Ͳ) o tej samej wartości, również litery Ѧ
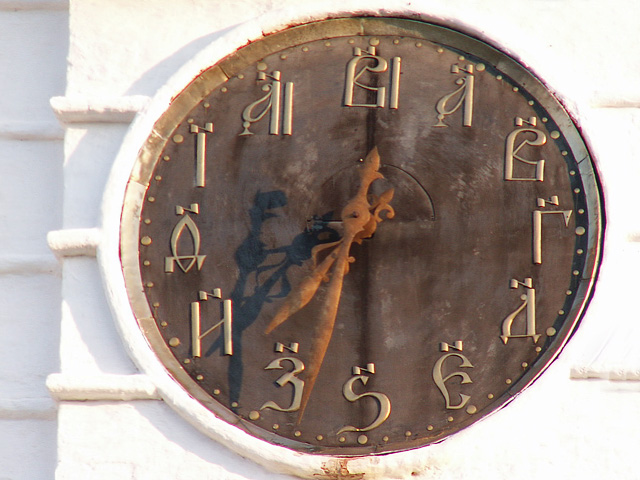
Zegar na kremlu suzdalskim w Suzdalu

W celu zapisania liczb od 1000 wzwyż stawiano przed literami znak tysiącznika (҂), mnożąc w ten sposób wartość znaku przez 1000.
Np.: ҂а҃ = 1 000, ҂к҃ = 20 000 albo nawet ҂ц҂ч҂ѳ҃цчѳ = 999 999.
Ponadto istniała możliwość zapisu jeszcze większych liczb, opisując je różnie skonstruowanymi kręgami (zob. rys. poniżej).
| Wartość | Znak |
| ------- | ---- |
| 1       | А    |
| 2       | В    |
| 3       | Г    |
| 4       | Д    |
| 5       | Е    |
| 6       | Ѕ    |
| 7       | З    |
| 8       | И    |
| 9       | Ѳ    |

| Wartość | Znak    |
| ------- | ------- |
| 10      | І       |
| 20      | К       |
| 30      | Л       |
| 40      | М       |
| 50      | Н       |
| 60      | Ѯ       |
| 70      | О       |
| 80      | П       |
| 90      | Ч lub Ҁ |

| Wartość | Znak    |
| ------- | ------- |
| 100     | Р       |
| 200     | С       |
| 300     | Т       |
| 400     | У lub Ѵ |
| 500     | Ф       |
| 600     | Х       |
| 700     | Ѱ       |
| 800     | Ѡ       |
| 900     | Ц lub Ѧ |